# Линейные корабли типа «Кинг Джордж V» (1911)
Тип «Кинг Джордж V» (англ. King George V) — серия британских линейных кораблей, дальнейшее развитие линейных кораблей типа «Орион». Тип «Кинг Джордж V» был спроектирован в рамках кораблестроительной программы 1910 года. Средняя стоимость одного линкора этого типа составляла 1 945 200 фунтов стерлингов. Всего в рамках программы в 1911—1913 годах были построены четыре корабля. Все корабли данного типа активно применялись в годы Первой мировой войны. Один линкор — «Одейшес» — погиб в начале войны, 27 октября 1914 года подорвавшись на мине в районе острова Тори. Послевоенная служба трёх оставшихся кораблей типа получилась сравнительно недолгой: в соответствии с Вашингтонским морским договором 1922 года линкоры были сняты с вооружения в 1923—1926 годах.

## Конструкция

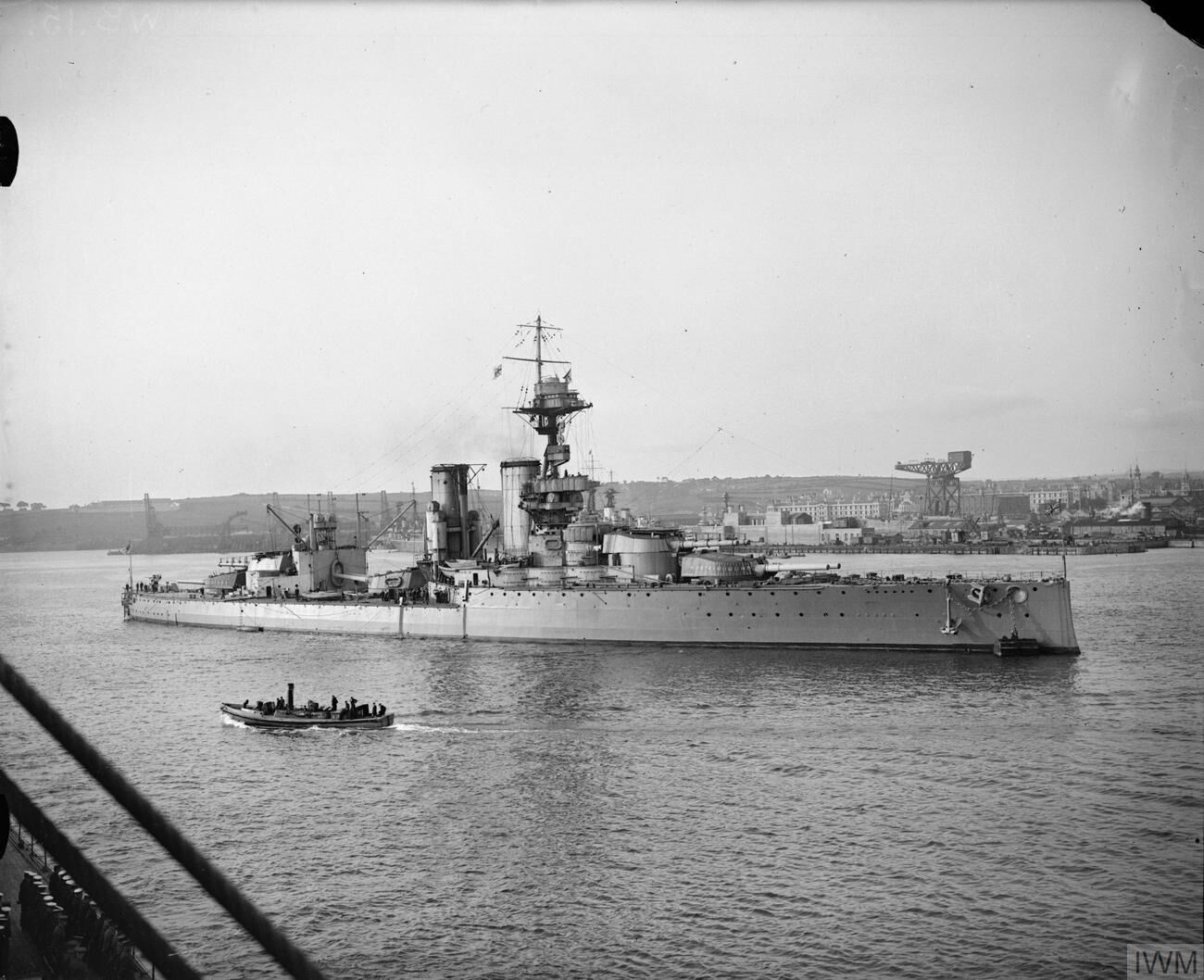
«Центурион» в 1918 году

Корабли этого типа являлись дальнейшим развитием линкоров типа «Орион». В новом проекте попытались устранить недостатки, которые были присущи кораблям типа «Орион»: слабую противоминную защиту и недостаточную остойчивость; однако улучшения получились незначительными.
Основные отличия кораблей типа «Кинг Джордж V»:
1. Нормальное водоизмещение увеличено на 500 длинных тонн. Длина и ширина увеличены на 4,1 м и 0,15 м соответственно.
2. Противоминная артиллерия размещена с учётом усиления огня по носу[6], 12 из 16 орудий могли вести огонь в носовых курсовых углах, носовые орудия находились в забронированных 76-мм плитами одиночных казематах.
3. Несколько усилена защита жизненно важных частей корабля (постов управления, погребов боезапаса и машинно-котельной установки).
4. Максимальную проектную скорость увеличили на 0,7 узла[3][5](почти на узел)[6].
5. Изменена и улучшена конструкция ходового мостика.
6. Изменения в рангоуте ограничились заменой тяжёлой треногой мачты, позади носовой дымовой трубы, на лёгкую полую, установленную впереди носовой трубы. Размещение фок-мачты перед дымовой трубой уменьшило воздействие дыма на пост управления стрельбой[5].

Размещение экипажа вернулось к традиционному на британском флоте — офицерские каюты находились в корме, кубрики матросов и старшин — в носу.

### Корпус
Нормальное водоизмещение составило 25 420 т, полное водоизмещение — 27 120 т. Длина между перпендикулярами составила 169,3 м, наибольшая — 182,2 м. Ширина корпуса 27,15 м, осадка при нормальном водоизмещении носом — 7,8 м.
Фактическая метацентрическая высота при нормальном водоизмещении составила 1,39 м, в полном грузу 1,57 м.
«Кинг Джордж V» оснащался тремя бесштоковыми адмиралтейскими якорями (двумя основными, одним запасным) массой 7,11 т, и одним кормовым якорем массой 2,13 т. Выбор цепи носовых становых якорей производили два носовых шпиля, приводимых в действие паровой машиной.
Спасательные средства состояли из двух паровых полубаркасов длиной 15 м, одного парового катера длиной 12,8 м, одного парусно-гребного 11-метрового полубаркаса, трёх парусно-гребных 9,8-метровых катеров, трёх 8,2-метровых вельботов, одна 9-метровая гичка, одна 5-метровая скиф-динги (тузик) и один стандартный складной бальзовый плот.

#### Мореходность
Корабли обладали хорошими мореходными и ходовыми качествами. В средней части корпус корабля был спрямлён — такие обводы смягчали бортовую качку. Вдоль бортов шли скуловые кили, имеющие в сечении форму треугольника. Скуловые кили не только уменьшали амплитуду бортовой качки, но и гасили колебания, вызванные потоками от винтов. Недостатком был низкий надводный борт в кормовой части, из-за чего корма заливалась водой при волнении.

### Бронирование
Главный броневой пояс состоял из двух частей — 305 мм нижней, защищающей ватерлинию до уровня средней палубы, и 229 мм верхней, располагавшейся по высоте от средней палубы до уровня главной палубы. Верхний 203-мм броневой пояс имел такую же протяжённость, что и главный броневой пояс и располагался от главной до верхней палубы. Общая высота вертикального бронирования борта составляла 6,26 м.
Главный броневой пояс продолжался в носовую часть на той же высоте (на уровне главной палубы), что и в середине корабля — сначала от траверза центра носового барбета башни «А» толщиной 152 мм и длиной 15,2 м, затем продлевался дальше толщиной 102 мм и длиной 14,8 м, не доходя до форштевня 13,7 м. В корму главный броневой пояс продолжался также на уровне главной палубы от траверза центра кормового барбета толщиной 64 мм и длиной 17,8 м, не доходя до ахтерштевня 15,2 м. Общая длина главного броневого пояса с носовыми и кормовыми оконечностями составляла 153,1 м (84,1 % длины корабля по ватерлинии).
Главные носовые и кормовые броневые траверзы располагались следующим образом: в носовой части 254-мм поперечная переборка закрывала оконечность верхнего (203-мм) броневого пояса от главной до верхней палубы и оконечность верхней (229-мм) части главного броневого пояса от средней до главной палубы и располагалась наклонно внутрь от оконечностей 203-мм и 229-мм броневых поясов к барбету башни «А»; 152-мм носовой траверс закрывал оконечности главного 305-мм броневого пояса от нижней до средней палубы и располагался наклонно внутрь от оконечностей главного броневого пояса к наружной поверхности барбета башни «А».
Лобовые и боковые стенки всех башен главного калибра имели толщину 279 мм. Задняя плита имела толщину 203-мм. Передняя часть крыши имела толщину 102 мм, а задняя часть — 76 мм. Броневой настил пола имел толщину 76 мм.
Палуба полубака 25,4 мм, верхняя палуба 45-38 мм, средняя палуба 25,4, нижняя палуба в носовой части 64-25,4 мм, в кормовой части 102-76 мм, кожухи дымовых труб: 38-25,4 мм, экраны пороховых погребов 45-38-25,4 мм, экраны машинного отделения 25,4 мм.
Боковые стенки носовой боевой рубки имели толщину 279 мм, крыша — 76 мм. Колпак боевой рубки имел толщину 102 мм. Стенки коммуникационной трубы имели толщину 102-мм(127-мм). Расположенный в корме пост управления торпедной стрельбой имел стенки толщиной 152 мм и 76-мм крышу.
Основным серьёзным недостатком в подводной защите корабля явилось отсутствие внутренней продольной броневой переборки, как это было на «Нептуне», где продольные противоторпедные переборки были сплошными между конечными барбетами. Вместо неё снарядные и пороховые погреба башен главного калибра и машинное отделение прикрывались броневыми защитными экранами толщиной 25,4-45 мм.
Общий вес бронирования: 6960 англ. тонн.

### Вооружение
Линейные корабли типа «Кинг Джордж V» оснащались десятью 13,5-дюймовыми пушками BL Mark V главного калибра в пяти двухорудийных башнях с гидроприводом. Такие же орудия несли и линейные корабли типа «Орион». Расположение башен было такое же, как на «Орионе», однако носовая надстройка была срезана под более острым углом, чтобы обеспечить больший сектор обстрела для орудий башни «Q». Орудийные стволы скреплялись при помощи высокопрочной калиброванной стальной проволоки, которая наматывалась несколькими слоями на внутреннюю трубу. Пушки имели угол снижения 3° и угол возвышения, равный 20°, однако первоначальная конструкция дальномеров, управляющих башнями, ограничивала подъём 15,35°. Затвор поршневой, системы Велина, заряжание — картузное. Они стреляли 1400-фунтовыми (635 кг) снарядами с дульной скоростью 762,5 м/с, при угле подъёма 14,75° максимальная дальность стрельбы составляла 20 000 ярдов (18 288 м) при стрельбе бронебойными снарядами. При угле подъёма 20° максимальная дальность возрастала до 23 820 ярдов (21 781 м). На дальности 10 000 ярдов (9144 м) бронепробиваемость составляла 310 мм по вертикальной плите из цементированной Крупповской стали. Скорострельность этих пушек составляла 1,5-2 выстрела в минуту. Боекомплект состоял из 1000 снарядов (бронебойных, полубронебойных, фугасных) для 343-мм орудий (по 100 снарядов на ствол ). В военное время количество снарядов возрастало: в погребах «Одейшеса» (27 октября 1914 года) находилось 1120 343-мм снарядов.
Вес вращающейся части башен (без веса орудий) «А»: 565 дл. тонн, «В»: 600 дл. тонн, «Q»: 592 дл. тонн, «X»: 596 дл. тонн, «У»: 592 дл. тонн. Общий вес башен главного калибра с 343-мм орудиями: 3770 дл. тонн .
Противоминная артиллерия состояла из 16 102 мм орудий Мк. VII с длиной канала ствола 50 калибров (5100 мм). Они стреляли снарядами весом 14,1 кг с начальной скоростью 873 м/сек на дальность до 58 кабельтовых со скорострельностью до 8 выстрелов в минуту. Общий боекомплект 102 мм орудий составлял 2400 выстрелов или по 150 на ствол.
По сравнению с «Орионом», на «Кинг Джордже V» размещение 102-мм орудий было несколько иным — бо́льшую часть орудий, 12 из 16 (каждого борта 6 из 8) сгруппировали в носу, что объяснялось стремлением обеспечить наиболее плотный заградительный огонь именно с носовых курсовых углов, откуда наиболее вероятными были атаки эсминцев. Для перемещённых с кормы четырёх орудий устроили короткую баковую батарею (как раз под орудийными башнями «А» и «В») по два орудия побортно. Орудия прикрыли от осколков 76-мм броневыми щитами.
Все корабли имели по четыре 47-мм салютные пушки Гочкиса с боекомплектом 64 выстрела.
В конце 1914 года на «Кинг Джордже V» (и на «Аяксе») в кормовой части установили две 76-мм зенитные пушки Гочкиса с боезапасом 350 выстрелов на ствол. Во время войны корабли перевооружили, заменив пушки Гочкиса на 76-мм зенитные пушки Мк.1 с боезапасом по 150 выстрелов на ствол.
На линейном корабле «Центурион» в кормовой части первоначально были установлены два 102-мм скорострельных орудия Мк. VII с углом возвышения ствола +60°, переделанные в зенитные из противоминных с приданием стволу большого угла возвышения (боекомплект составлял по 150 выстрелов на ствол).
| Орудие                                 | 13,5"/45 Mark V(H)         | 13,5"/45 Mark V(H)                     | 4"/50 BL Mark VII | 4"/50 BL Mark VII | 3"/45 20cwt QF HA Mark I | 47-мм Гочкиса |
| -------------------------------------- | -------------------------- | -------------------------------------- | ----------------- | ----------------- | ------------------------ | ------------- |
| Год разработки                         | 1909                       | 1909                                   | 1904              | 1904              | 1910                     | 1885          |
| Калибр, мм                             | 343                        | 343                                    | 102               | 102               | 76                       | 47            |
| Длина ствола, калибров                 | 45                         | 45                                     | 50                | 50                | 45                       | 40            |
| Масса орудия, кг                       | 76 102                     | 76 102                                 | 2126              | 2126              | 1020                     | 240           |
| Скорострельность, в/мин                | 1,5-2                      | 1,5-2                                  | 6—8               | 6—8               | 12—14                    | 20            |
| Установка                              | B Mark II                  | B Mark II                              | PIV               | HA Mark II        | ?                        | ?             |
| Углы склонения                         | −3°/+20°                   | −3°/+20°                               | −10°/+15°         | −10°/+60°         | −10°/+90°                | /+60°?        |
| Способ заряжания выстрела              | картузный                  | картузный                              | картузный         | картузный         | унитарный                | унитарный     |
| Тип снаряда                            | Light бронебойный Mark IIa | Heavy бронебойный Mark IIIa (Greenboy) | фугасный          | шрапнельный?      | шрапнельный              | фугасный      |
| Вес снаряда, кг                        | 574,5                      | 639,6                                  | 14,06             | 14,06             | 5,67                     | 1,5           |
| Вес и тип метательного заряда          | 133 кг MD45                | 133 кг MD45                            | 4,3 кг MD16       | 2,7 кг MD8        | 0,96 кг MD               | 0,24 кг MD    |
| Начальная скорость, м/с                | 787                        | 759                                    | 873               | 732               | 762                      | 574           |
| Максимальная дальность, м              | 21 780                     | 21 710                                 | 10 610            |                   |                          |               |
| Досягаемость по высоте максимальная, м | —                          | —                                      | —                 | ?                 | 11 340                   | 3000          |
| Эффективная, м                         | —                          | —                                      | —                 | ?                 | 7160                     | 1100          |

Торпедное вооружение состояло из трёх 533-мм торпедных аппаратов — двух бортовых, расположенных перед барбетом башни «А», и одного кормового (впоследствии был снят) с общим боезапасом 15 торпед. Торпеды — Мк.І и Мк.ІІ.
К 1917 году возникла необходимость иметь на каждом линейном корабле самолёт для корректировки стрельбы. Для этого на крышах башен установили взлётные платформы. В качестве авиационного вооружения были приняты колёсные бипланы Сопвич «Кэмел».

### Силовая установка

#### Главная энергетическая установка
Главная энергетическая установка включала в себя два комплекта турбин Парсонса с прямой передачей на четыре гребных вала, вращавших четыре трёхлопастных гребных винта. Каждый комплект турбин состоял из турбин высокого давления переднего и заднего хода и турбин низкого давления переднего и заднего хода. Турбины для «Аякса» и «Одейшеса» строили фирмы-изготовители этих кораблей, турбины для «Центуриона» были заказаны фирме «Hawthorn Leslie & Company», турбины для «Кинг Джорджа V» — фирме Парсонса. Турбины размещались в трёх отсеках машинного отделения, разделённых между собой двумя продольными переборками. Турбины высокого давления вращали наружные гребные валы, турбины низкого давления — внутренние. Длина машинного отделения составляла 20,74 м.

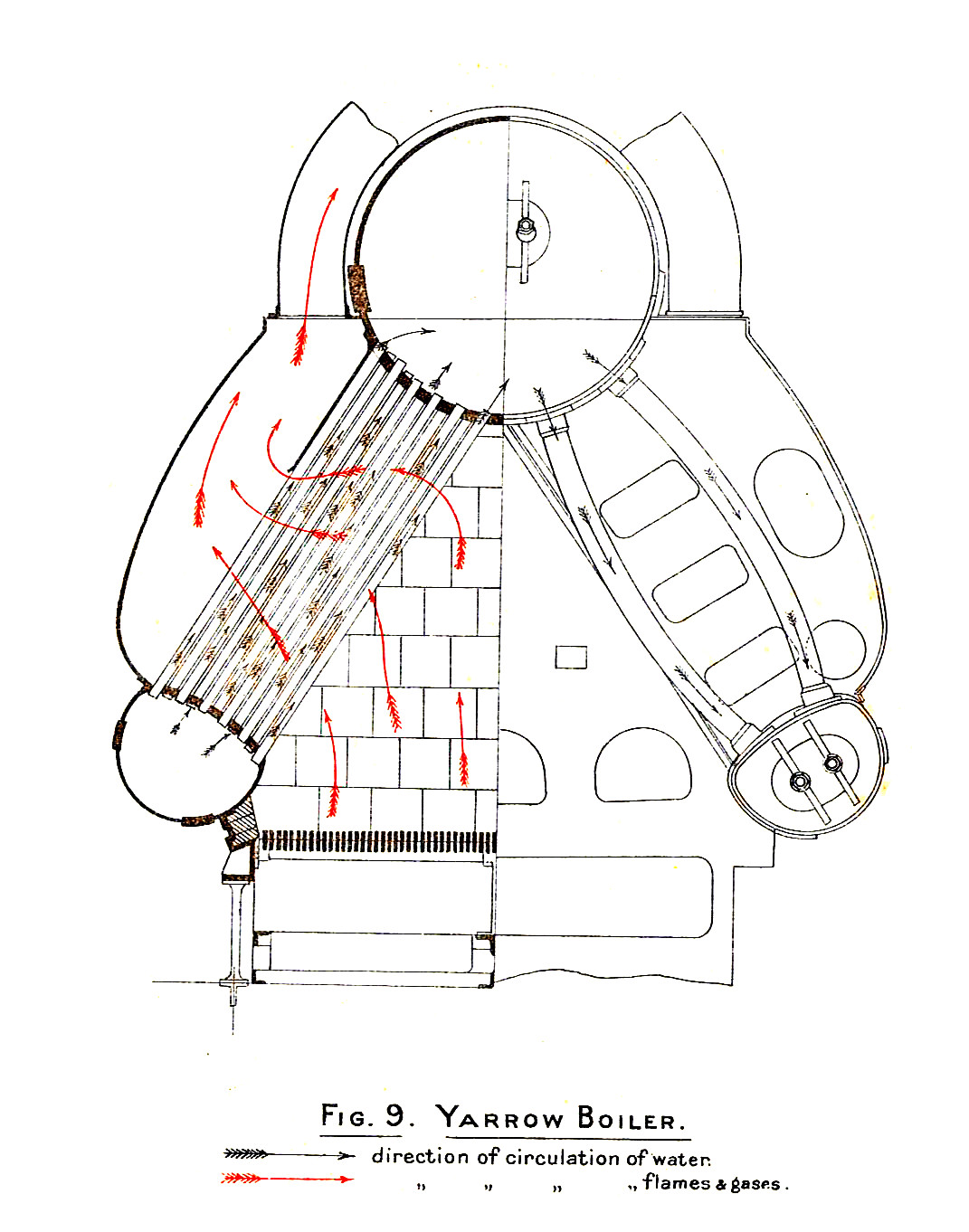
Корабельный водотрубный паровой котёл «Ярроу».

Номинальная мощность силовой установки составляла 31 000 л. с., что должно было обеспечить скорость в 21,7 узла (на мощности 27 000 л. с. ход должен быть 21 узел). Винты, стоявшие на наружных валах, отстояли от винтов, установленных на внутренних валах, на 6,67 м.
В трёх котельных отделениях располагалось 18 водотрубных котлов (по шесть в каждом отделении), на «Кинг Джордж V» и «Аяксе» котлы были типа «Бабкок и Уилкокс», а на «Центурионе» и «Одейшесе» — типа «Ярроу». Котлов, работающих только на нефти, на линкорах типа «Кинг Джордж V» не было, поэтому отопление котлов было угольным, а нефть распылялась форсунками (каждый котёл был оборудован тремя форсунками для сжигания нефти) непосредственно на горящий уголь.
На время ходовых испытаний на «Аяксе» были установлены четырёхлопастные винты (конструкторы рассчитывали получить выигрыш в скорости). На 30-часовых заводских испытаниях, «Аякс» показал максимальную скорость 22,47 узла (против 22,866 «Центуриона» с трёхлопастными) на мерной миле в Полперро, при средней частоте вращения гребных винтов 290 об/мин. То есть ход «Аякса» с экспериментальными винтами был даже ниже хода других кораблей этого класса, оснащённых трёхлопастными винтами. Испытания Адмиралтейство не удовлетворили. После проведённых испытаний на «Аяксе» установили проектные трёхлопастные винты. Наружные винты имели диаметр 2,7 м, внутренние винты — 2,9 м.

#### Дальность плавания
Топливо: нормальный запас угля 900 длинных тонн, полный запас 3100 дл. тонн, нефти — 840 тонн.
Дальность плавания на полном ходу 3805 миль, на 10-узловом ходу 5910 миль (6310 миль у «Аякса» и «Центуриона»).

#### Электропитание
Четыре турбогенератора мощностью по 200 кВт и два дизель-генератора мощностью по 100 кВт снабжали корабль электроэнергией с постоянным напряжением 200 В. Генераторы размещались на трюмной палубе и через центральный распределительный щит подавали электроэнергию на корабельные устройства. Корабли имели и аварийный дизель-генератор мощностью в 100 кВт, который был параллельно подключён к аварийному электрощиту.

## Представители

### Строительство
Постройка линейных кораблей этого типа была включена в проект государственного бюджета Британии по расходам на 1910 год. Средняя стоимость каждого линкора составила 1 945 200 £, то есть около 85 фунтов за тонну.
Проект предусматривал увеличение водоизмещения на 500 тонн по сравнению с предшественниками — кораблями типа «Орион», однако превышение водоизмещения составило 800 тонн, при этом осадка увеличивалась на 0,09 м. В целом построенные корабли получились хорошо сбалансированными. В июне 1914 года все линкоры типа «Кинг Джордж V» приняли участие в празднествах посвященных завершению работ по расширению Кильского канала.

### Кинг Джордж V

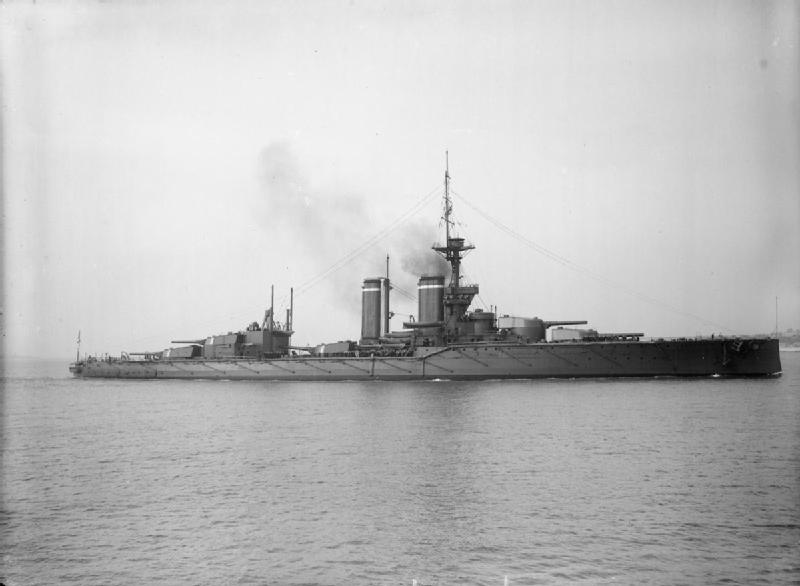
«Кинг Джордж V»

«Кинг Джордж V» (англ. HMS King George V) заложен на казённой верфи в Портсмуте 16 января 1911 года. Спущен на воду 9 октября 1911 года. Главная энергетическая установка построена фирмой Чарлза Парсонса на заводе в Уоллсэнде. В начале XX века в Британии сложилась традиция, согласно которой первый крупный корабль, закладывающийся после восшествия на престо нового короля, называется в его честь. Корабль назван в честь британского монарха (с 1910 г.) Георга V (1865—1936) из Виндзорской династии. Крёстный отец — сам английский король Георг V.
В начале октября 1912 года начались заводские испытания. Вместе с ними прошли испытания цистерн-успокоителей качки, которые закончились неудачей (цистерны позже приспособили для хранения нефти). Пробеги на мерной миле в Плимуте проводились 4 ноября 1912 года. На третьем пробеге корабль развил максимальную скорость 22,373 узла при мощности на гребных валах в 33 022 л. с., средняя частота вращения гребных валов составила 339 об/мин.
14 ноября 1912 года корабль вошёл в состав флота. Его строительство длилось 23 месяца: стапельный период постройки составил 10 месяцев, достройка на плаву — 13 месяцев. Стоимость постройки составила 1 961 096 фунтов стерлингов. Экипаж корабля, согласно штатному расписанию, насчитывал 869 человек в 1913 году, 1114 человек в 1914 году.
С июня 1914 года «Кинг Джордж V» — флагманский корабль. Первый зарубежный визит состоялся на торжества, посвящённые завершению работ по расширению Кильского канала. Единственный английский линкор, на борт которого поднялся кайзер Германии Вильгельм II. Как и все линкоры типов «Орион» и «Кинг Джордж V», корабль входил во 2-ю эскадру линкоров Гранд Флита, будучи флагманским кораблём вице-адмирала Т. Джерома. Продан на металлолом в 1926 году.

### Аякс

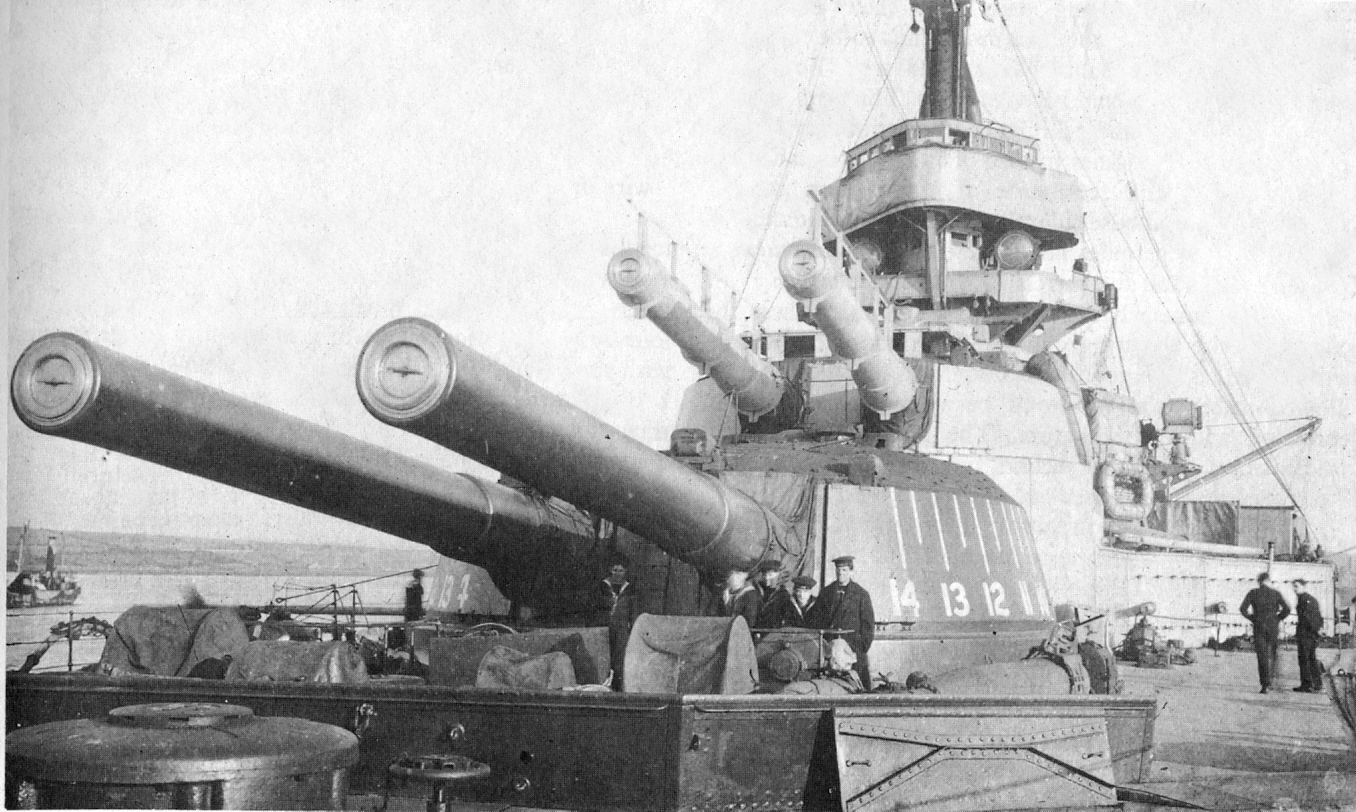
Носовые башенные установки «Аякса»

«Аякс» (англ. HMS Ajax) заложен на частной верфи «Скоттс» 27 февраля 1911 года. Главная энергетическая установка была изготовлена фирмой-строителем корабля. Назван в честь Аякса Теламонида, греческого героя Троянской войны, отличавшегося безумной храбростью и считавшегося самым могущественным героем греков после Ахилла.
Спущен на воду 21 марта 1912 года. Заводские испытания — с апреля 1913 года.
Пробеги на мерной миле в Полперро проходили 12-13 мая 1913 года. Совершил серию из четырёх пробегов (с трёхлопастными винтами). На третьем пробеге развил общую мощность турбин на гребных валах 29 250 л. с., при средней частоте вращения гребных винтов 337,5 об/мин добился максимальной скорости 21,225 узла.
Вошёл в состав флота в августе 1913 года. Стапельный период постройки корабля составил 13 месяцев, достройка на плаву заняла 17 месяцев. Всего строительство «Аякса» продолжалось 30 месяцев, стоимость постройки составила 1 889 387 £. Экипаж корабля, согласно штатному расписанию, в 1914 году насчитывал 869 человек.

### Одейшес

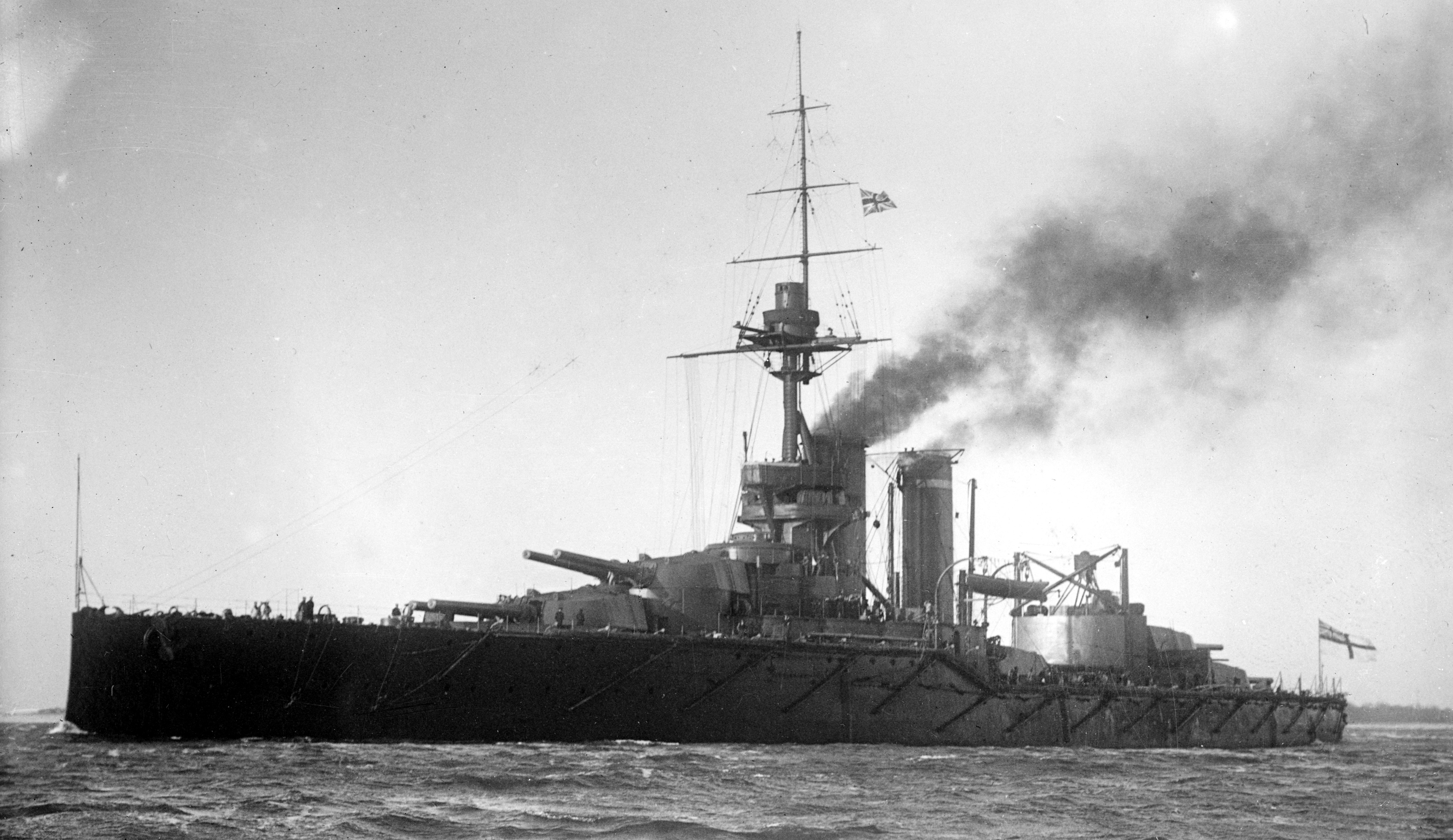
«Одейшес», 1912—1914 годы

«Одейшес» (англ. HMS Audacious) заложен на частной верфи «Кэммел Лэрд» 3 марта 1911 года. Главная энергетическая установка изготовлена фирмой-строителем корабля. Спущен на воду 14 сентября 1912 года. На момент спуска имел водоизмещение 9095 тонн, осадку в носу — 2,74 м, в корме — 4,99 м, длину между перпендикулярами — 169,18 м, ширина без обшивки 27,08 м. Государственные испытания прошли в июле 1913 года.
Вошёл в состав флота в августе 1913 года. Стапельный период постройки составил 18 месяцев, достройка на плаву заняла 11 месяцев. Экипаж, согласно штатному расписанию, в 1914 году насчитывал 860 человек. С октября 1913 года по август 1914 года входил в состав 2-й эскадры линейных кораблей Флота Метрополии. В августе 1914 года вошёл в состав объединённого Гранд Флита.
27 октября 1914 года «Одейшес», следовавший на учебные стрельбы, в 08:05 наскочил на мину, установленную германским вспомогательным минным заградителем «Берлин». В 21:00 «Одейшес» перевернулся, взорвался и затонул. Осколком был убит petty officer (старшина) на крейсере «Ливерпуль», находившемся на расстоянии более 700 метров от места взрыва. Погибший моряк — единственная жертва гибели «Одейшеса».

### Центурион

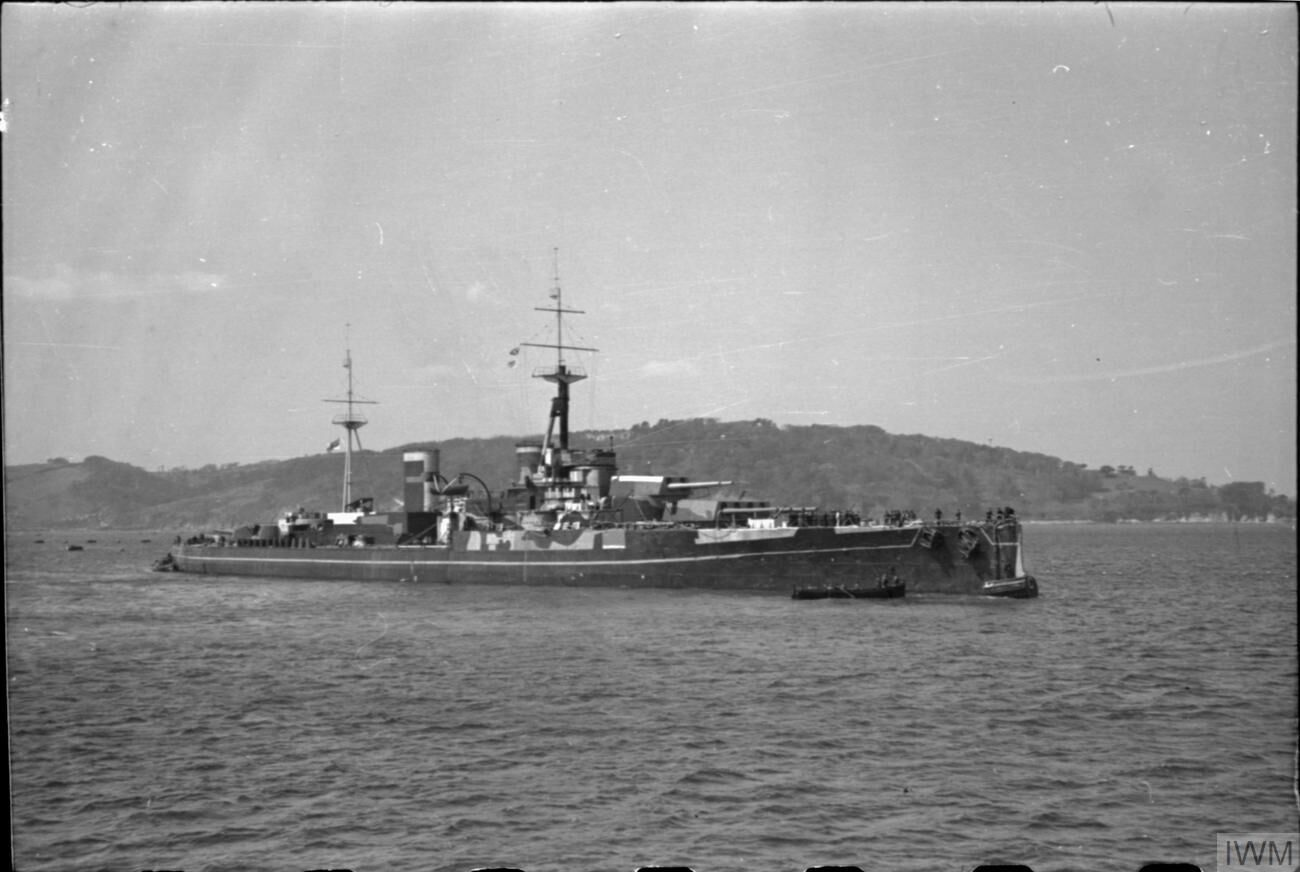
«Центурион», замаскированный под линкор «Ансон», Вторая мировая война

«Центурион» (англ. HMS Centurion) заложен на казённой верфи в Девонпорте 16 января 1911 года. Спущен на воду 18 ноября 1911 года. Во время заводских испытаний 9 декабря 1912 года столкнулся с итальянским пароходом «Дерна» и потопил его. Ремонтировался до марта 1913 года.
Вступил в строй в составе 2-й эскадры линейных кораблей Флота Метрополии, где прослужил с 12 мая 1913 года до августа 1914 года.
Находился в составе 2-й эскадры линкоров Гранд Флита с 1914 года по 1919 год.
Участвовал в Ютландском сражении.
С 1919 по 1924 годы находился в составе 4-й эскадры линейных кораблей Средиземноморского флота, участвовал в черноморских операциях.
С 1924 года по апрель 1926 года находился в резерве в Портсмуте.
Назначен в апреле 1926 года для переоборудования вместо броненосца «Агамемнон» в качестве радиоуправляемой мишени.
Находился на казённой судоверфи в Чатаме с 14 апреля 1926 года по июль 1927 года для ремонта и переоборудования в радиоуправляемую мишень.
Вначале Второй мировой войны использовался в качестве ремонтной базы и блокшива.
Затем переоборудован в имитацию нового линкора «Ансон» (англ. Anson) и в этом качестве совершил 20 000-мильный переход в Бомбей.
Оставался в Бомбее (под своим собственным именем) до 1942 года, затем перешёл в Александрию, прибыв туда в июне 1942 года. Там на корабль установили четыре 76-мм зенитных орудия и семнадцать 20-мм автоматических пушек «Эрликон».
В качестве корабля эскорта 12—16 июня 1942 года принял участие в провалившейся операции «Вигерес» (из 11 транспортов конвоя были потоплены 2, на Мальту не прибыл ни один). В начале маршрута британские истребители сумели отразить несколько воздушных налётов и ослабить другие, но вскоре конвой вышел из радиуса действия «Харрикейнов» и «Киттихоков». Попытка прорваться на Мальту была отменена после того, как стало известно, что корабли сопровождения практически израсходовали зенитный боезапас. Адмирал Вайэн приказал своим кораблям возвращаться в Александрию.
До марта 1944 года служил в качестве плавучей зенитной батареи южнее Суэцкого канала. В апреле 1944 года покинул Александрию и вернулся в Портсмут (Англия).
6 июня 1944 года затоплен у Нормандского побережья в качестве волнореза в бухте «Малбери».

## Оценка проекта
Линейные корабли типа «Кинг Джордж V» практически без изменений повторяли предыдущий тип «Орион». В целом корабли были хорошо сбалансированными, имели красивый вид, но линкоры других флотов уже вооружались противоминной артиллерией калибра не менее 120 мм, чего требовали рост водоизмещения эсминцев, а также увеличение дальности действия их торпед. 102-мм пушки «Кинг Джорджа V» считались слишком слабыми для борьбы с новыми, более крупными, эсминцами, размеры которых росли вместе с увеличением размеров дредноутов. Недостатки, присущие кораблям типа «Орион» (слабая противоминная защита, слабая противоминная артиллерия) в новом проекте полностью устранены не были. Эти недостатки были устранены в следующем проекте — линейных кораблях типа «Айрон Дюк», которые получили 152-мм противоминную артиллерию.
|                                 | «Вайоминг»                      | «Курбэ»                         | «Кинг Джордж V»                             | «Орион»                                     | «Данте Алигьери»                          | «Кайзер»                                 |
| ------------------------------- | ------------------------------- | ------------------------------- | ------------------------------------------- | ------------------------------------------- | ----------------------------------------- | ---------------------------------------- |
| Год закладки                    | 1909                            | 1910                            | 1911                                        | 1909                                        | 1909                                      | 1909                                     |
| Год ввода в строй               | 1912                            | 1913                            | 1912                                        | 1912                                        | 1913                                      | 1912                                     |
| Водоизмещение нормальное, т     | 26 416                          | 23 475                          | 23 368                                      | 22 555                                      | 19 865                                    | 24 724                                   |
| Полное, т                       | 27 680                          | 25 579                          | 26 112                                      | 26 284                                      | 21 956                                    | 27 000                                   |
| Тип СУ                          | ПТ                              | ПТ                              | ПТ                                          | ПТ                                          | ПТ                                        | ПТ                                       |
| Мощность, л. с.                 | 28 000                          | 28 000                          | 31 000                                      | 27 000                                      | 35 000                                    | 28 000                                   |
| Полная скорость, узл.           | 20,5                            | 21                              | 21,7                                        | 21                                          | 23                                        | 21                                       |
| Максимальная, узл.              | 21,22                           | 20,74—22,6                      | 22,1—22,8                                   | 21,4—22,1                                   | 22,83                                     | 21,7—23,1                                |
| Дальность, миль (на ходу, узл.) | 6680 (10)                       | 4200 (10)                       | 4060 (18,15) 6730 (10)                      | 6730 (10)                                   | 4800 (10)                                 | 3800 (18) 7900 (12)                      |
| Бронирование, мм                |                                 |                                 |                                             |                                             |                                           |                                          |
| Пояс                            | 279                             | 270                             | 305                                         | 305                                         | 254                                       | 350                                      |
| Палубы                          | 35—63                           | 85                              | 45—102                                      | 45—102                                      | 38                                        | 60—100                                   |
| Башни                           | 305                             | 290                             | 279                                         | 279                                         | 254                                       | 300                                      |
| Барбеты                         | 254                             | 270                             | 254                                         | 254                                         |                                           | 300                                      |
| Рубка                           | 292                             | 300                             | 279                                         | 279                                         | 305                                       | 350                                      |
| Схема размещения вооружения     |                                 |                                 |                                             |                                             |                                           |                                          |
| Вооружение                      | 6×2 — 305/50 21×1 — 127/51 2 ТА | 6×2 — 305/45 22×1 — 138/55 4 ТА | 5×2 — 343/45 16×1 — 102/50 4×1 — 47-мм 3 ТА | 5×2 — 343/45 16×1 — 102/50 4×1 — 47-мм 3 ТА | 4×3 — 305/46 20×1 — 120/50 13×1 — 76 3 ТА | 5×2 — 305/50 14×1 — 150/45 8×1 — 88 5 ТА |

## Комментарии
1. ↑  Броня башен включена в статью вооружение.
2. ↑  Салютное орудие
3. ↑  Для британских и американских кораблей в источниках водоизмещение даётся в длинных тоннах, поэтому оно пересчитано в метрические тонны
4. ↑  Мощность: 32 190 л. с.